# Santo Alcalá
Santo Aníbal Alcala (nacido el 23 de diciembre de 1952 en San Pedro de Macorís) es un ex lanzador dominicano que jugó en las Grandes Ligas de Béisbol. Alcalá fue firmado por la organización de los Rojos de Cincinnati como amateur, y asignó a las ligas menores.

## Carrera en las Grandes Ligas
Alcalá hizo su debut en Grandes Ligas el 10 de abril de 1976 con los Rojos de Cincinnati a los 23 años. Alcalá le lanzó a cuatro bateadores, permitiendo cuatro hits con tres carreras  en su debut. En 1976, lanzó una blanqueada. A pesar de ganar 11 partidos en 1976, Alcalá tuvo un promedio de carreras limpias permitidas de 4.70, con un ponche y una proporción de 67-67. Mientras que el equipo de Alcalá, los Rojos, llegó a la Serie Mundial, Alcalá no tuvo ninguna aparición en playoffs. En 1976, a la edad de 23 años se convirtió en el segundo jugador más joven en un equipo de béisbol antiguo. En 1977, Alcalá tuvo un promedio de carreras limpias permitidas de 5.74 antes de ser cambiado a los Expos, donde registró un promedio de carreras limpias permitidas de 4,69. En el día de su última aparición en Grandes Ligas, Alcalá lanzó una entrada sin permitir anotaciones, con lo que acumuló un total de promedio de carreras limpias permitidas de 4.83 en 1977.
Los Rojos de Cincinnati negoció a Alcalá con los Expos de Montreal el 21 de mayo  de 1977, para los jugadores a ser nombrados. Los Expos más tarde enviaron a Shane Rawley y Ángel Torres el 27 de mayo  de 1977 a los Rojos de Cincinnati para completar el negocio. En 1978, Alcalá fue seleccionado sin exenciones por los Marineros de Seattle, sólo para ser enviado de vuelta a los Expos en el mismo año. Nunca volvió a lanzar en las grandes ligas de nuevo.
En el momento de su retiro, Alcalá terminó con récord de 14-11, efectividad de 4.76, 121 base por bolas, y ponchó a 140. Alcalá se fue de 8 para 71 hits, con un promedio de bateo de por vida de .113. Su porcentaje de fildeo de por vida fue de .978.